# Massimo Patanè
Pour les articles homonymes, voir Patanè.
Massimo Patanè, né à Mantoue, le 12 juin 1954 est un orientaliste et égyptologue.

## Biographie
Enseignant dans diverses écoles de Genève et de Lausanne, il est également directeur de la série « Les Classiques de l'Égyptologie », éd. Slatkine et des éditions Tellus Nostra. Il préside l'Association des amis de Paul Gentizon.